# Пфальцграф Баварії
Пфальцграф Баварії (нім. Pfalzgraf von Bayern) — титул, який носили намісники короля Німеччини в Баварському герцогстві.

## Історія титулу
Спочатку пфальцграф Баварії призначався королями Німеччини для управління королівським пфальцом у Регенсбурзі, який не був підпорядкований герцогу Баварії, а також іншою королівською власністю в Баварії. Пфальцграф підпорядковувався безпосередньо королю Німеччини (пізніше імператору Священної Римської імперії), а не герцогу Баварії. Пізніше титул став спадковим.
Першим відомим пфальцграфом Баварії був Мегінгард I, згадуваний у 883 році. У 938 році король Оттон I призначив пфальцграфом Арнульфа, брата зміщеного герцога Баварії Ебергарда. У 953—954 році Арнульф брав участь у повстанні Ліудольфа Швабського та Конрада Лотаринзського, під час якого загинув. Незважаючи на участь у повстанні, в 955 році титул було повернено Бертольду, сину Арнульфа. Але після того, як Бертольд взяв у 976 році участь у повстанні герцога Баварії Генріха II Норовливого, він був позбавлений свого титулу.
Пізніше титул пфальцграфа Баварії носили представники кількох родів, поки близько 1122 року він не був переданий графу Оттону IV (V) фон Віттельсбаху, ймовірно, нащадку герцога Баварії Арнульфа Злого. Його син Отто V (VI) був відданим прихильником імператора Фрідріха I Барбаросси, який в 1180 році передав йому конфісковане у Генріха Лева Баварське герцогство. Титул пфальцграфа Баварії Отто передав своєму однойменному братові Оттону VII (пом. 1189). Син Оттона VII, Оттон VIII, в 1208 році з помсти вбив німецького короля Філіппа Швабського. Його володіння були конфісковані, а сам він у 1209 році страчений. Титул пфальцграфа Баварії того ж року було передано графу Ортенбурга Рапото II. Після смерті в 1248 році його сина Рапото III, який не залишив синів, титул був скасований.

## Список пфальцграфів Баварії
Невідома династія
- 883 : Мегінгард I

Луїтпольдинги
- 938 — 954 : Арнульф (бл. 913 — 24 липня 954), пфальцграф Баварії з 938, син герцога Баварії Арнульфа Злого.
- 955 — 976 : Бертольд Рейсенсбурзький (бл. 930 — бл. 999), пфальцграф Баварії 955—976, граф Гейсенфельда і Вассенбурга, син попереднього.

Арібоніди
- 977 — 985 : Гартвіг I (II) (бл. 930—985), пфальцграф Баварії з 977 року, граф в Ізенгау, Зальцбурггау і Фрейзінгу, чоловік Віхбург Баварської, доньки герцога Баварії Еберхарда.
- 985 — 1001 / 1020 : Арібо I (IV) (пом. бл. 1020), пфальцграф Баварії з 985 року, син попереднього.
- 1001 / 1020–1027 : Гартвіг II (IV) (бл. 985 — 24 грудня 1027), пфальцграф Баварії з 1001/1020 року, син попереднього.
- 1027 — 1055 : Арібо II (VI) (1024 — 18 березня 1102), пфальцграф Баварії в 1027—1055 роках, син попереднього.

Пілгриміди
- 1055 — 1086 : Куно I фон Ротт (бл. 1015 — 27 березня 1086), граф Вохбурга, пфальцграф Баварії з 1055 року, онук Вихбурги Баварської.

Дипольдінги-Рапотонени
- 1086 — 1099 : Рапото V фон Хам (пом. 14 квітня 1099), пфальцграф Баварії з 1086 року, чоловік Єлизавети Лотаринзької, вдови Куно II фон Ротта (син Куно I).

Горицька династія (Мейнхардінгери)
- 1099 — бл. 1122 : Енгельберт I (пом. 14 грудня бл. 1122), граф Гориці з 1090 року, пфальцграф Баварії з 1099 року, родич пфальцграфа Арібо II.

Віттельсбахи
- бл. 1122–1156 : Оттон IV (V) (бл. 1090 — 4 серпня 1156), граф Віттельсбаха з 1116 року, пфальцграф Ленгенфельда, пфальцграф Баварії (Оттон I) з бл. 1122 року, нащадок герцога Баварії Арнульфа Злого.
- 1156 — 1180 : Оттон V (VI) Рудий (бл. 1117 — 11 липня 1183), пфальцграф Баварії (Оттон II) в 1156—1180, герцог Баварії (Оттон I) з 1180 року, син попереднього.
- 1180 — 1189 : Оттон VII (бл. 1120/1125 — 18 серпня 1189), пфальцграф Баварії (Оттон III) з 1180 року, брат попереднього.
- 1189 — 1208 : Оттон VIII (бл. 1180 — 5 березня 1209), пфальцграф Баварії (Оттон IV) у 1189—1208 роках, син попереднього.

Спанхейми
- 1208 — 1231 : Рапото II (бл. 1164 — 19 березня 1231), граф Ортенбурга і Крайбурга, пфальцграф Баварії з 1208 року.
- 1231 — 1248 : Рапото III (бл. 1210/1215 — 5 червня 1248), граф Ортенбурга і пфальцграф Баварії з 1231 року, син попереднього.